# Sonya Smith
Sonya Smith, właśc. Sonya Eleonora Smith Jacquet (ur. 23 kwietnia 1972 w Filadelfii) – amerykańska aktorka pochodzenia wenezuelskiego.
Znana głównie ze swoich ról w telenowelach. W Polsce znana z seriali: Maria Celeste (1994), Cud miłości (2000/2001), Zemsta, moja miłość (2006) Meandry miłości (2007) Osaczona (2007) oraz Gdzie jest Elisa? (2010)

## Kariera
Debiutowała w wenezuelskiej telenoweli El desprecio (1991). Potem Rosangelica i wielki międzynarodowy sukces: Maria Celeste. Gdy pojechała promować ten film przez kilka dni w Kolumbii, została w tym kraju dwa lata – przyjęła z miejsca zaproponowaną rolę w serialu La guajira. Dwa lata później sprzedała swe mieszkanie w Caracas i przeprowadziła się do Los Angeles. Tam Sonya zapisała się na kursy aktorskie i muzyczne – gry na gitarze, śpiewu i tańca (jako dziecko uczęszczała przez kilka lat do szkoły baletowej). Grała w teatrach i po hiszpańsku, i po angielsku. Dużo mówiło się o jej spodziewanym udziale w filmie z Melem Gibsonem.
Wróciła do pracy w Wenezueli – nagrała Destino de mujer, w której u jej boku zadebiutował w roli głównego bohatera Jorge Reyes. Na planie kolejnej – Milagros (Cud miłości) poznała Peruwiańczyka Paula Martina, który potem został jej partnerem życiowym. Rozstali się w 2006 r.
W 2006 r. na planie telenoweli Zemsta, moja miłość poznała Gabriela Porrasa, który od 2008 r. jest jej mężem.
Jej matką jest Ileania Jacket, która również zagrała w telenoweli Maria Celeste.

## Telenowele
- Falsa identidad (2019)
- Mi familia perfecta (2018)
- W obronie honoru (Tierra de Reyes) (2014-2015)
- Marido en alquiler (2013)
- Corazón Valiente (2012)
- Aurora (2011)
- Prisionera del amor (2010)
- Gdzie jest Elisa? (¿Dónde Está Elisa?) (2010)
- Vuelveme a Querer (2009)
- Meandry miłości (2007/2008)
- Osaczona (Acorralada) (2007)
- Zemsta, moja miłość (2006)
- Cud miłości (2000/2001)
- Mariu (2000)
- Destino de mujer (1997)
- Guajira (1996)
- Maria Celeste (1994)
- Rosangelica (1993)
- Cara Sucia (Kopciuch) (1992)
- Pogarda (El Desprecio) (1991)
- Gardenia (1990)
- Alondra (1989)
- Cristal (1986)
- Pacto de Sangre (1985)

## Filmografia
- El comienzo (2007)
- Cyxork7 (2006)